# 1908년 하계 올림픽 사격 남자 단체 소구경 소총
1908년 하계 올림픽 사격 남자 단체 소구경 소총은 1908년 하계 올림픽 사격의 15개 세부종목 중 하나로, 1908년 7월 11일 비즐리 소총사격장에서 열렸다. 총 3개국 12명의 선수가 참가하였으며, 참가국이 3개국이었던 관계로 선수 전원이 메달리스트가 되었다.
한 팀당 4명의 선수가 소속되어 경기에 나섰으며, 장비는 초당 1,450피트 이상의 속도를 낼 수 있거나 단단한 금속 재질의 탄약 140발 이상으로 제한되었다. 확대경과 망원경은 사용이 금지되었다. 각 선수는 50야드에서 20발, 100야드에서 20발씩 총 40발을 쐈다. 한 발당 최대 점수는 5점이었고, 선수당 최대 총점은 200점, 팀당 총점은 800점이었다.
단체 소구경 소총 종목은 차기 대회에서도 개최되었으나 50m 거리에서만 행해졌다. 1920년 하계 올림픽에서도 50m 종목이 치러졌다.

## 경기 결과
| 순위 | 국가         | 선수                    | 점수   | 점수    | 점수 |
| 순위 | 국가         | 선수                    | 50야드 | 100야드 | 총점 |
| ---- | ------------ | ----------------------- | ------ | ------- | ---- |
| 1    | 영국 (GBR)   | 팀 총점                 | 387    | 384     | 771  |
| 1    | 영국 (GBR)   | 모리스 매튜스           | 98     | 98      | 196  |
| 1    | 영국 (GBR)   | 해롤드 험비             | 97     | 97      | 194  |
| 1    | 영국 (GBR)   | 윌리엄 핌               | 99     | 93      | 192  |
| 1    | 영국 (GBR)   | 에드워드 애무어         | 93     | 96      | 189  |
| 2    | 스웨덴 (SWE) | 팀 총점                 | 373    | 364     | 737  |
| 2    | 스웨덴 (SWE) | 빌헬름 칼베리           | 95     | 92      | 187  |
| 2    | 스웨덴 (SWE) | 프란스알베르트 샤르타우 | 96     | 90      | 186  |
| 2    | 스웨덴 (SWE) | 요한 휘브네르 본 홀스트 | 94     | 90      | 184  |
| 2    | 스웨덴 (SWE) | 에리크 칼베리           | 88     | 92      | 180  |
| 3    | 프랑스 (FRA) | 팀 총점                 | 359    | 351     | 710  |
| 3    | 프랑스 (FRA) | 폴 콜라스               | 96     | 93      | 189  |
| 3    | 프랑스 (FRA) | 앙드레 르고             | 91     | 95      | 186  |
| 3    | 프랑스 (FRA) | 레옹 레키예르           | 85     | 84      | 169  |
| 3    | 프랑스 (FRA) | 앙리 본푸아             | 87     | 79      | 166  |